# Basil Wrangell
Basil Wrangell (* 19. Juni 1906 in Ponte a Moriano, Italien; † 26. April 1977 in Los Angeles, Kalifornien) war ein US-amerikanischer Filmeditor und Filmregisseur russischer Abstammung, der bei der Oscarverleihung 1937 für den Oscar für den besten Schnitt nominiert war.

## Leben
Wrangell wanderte 1925 in die USA aus und begann seine Laufbahn als Editor in der Filmwirtschaft Hollywoods 1927 bei dem Film California und war im Laufe seiner Karriere für den Schnitt bei über 40 Film- und Fernsehproduktionen verantwortlich.
Bei der Oscarverleihung 1937 war er für den Oscar für den besten Schnitt in dem Film Die gute Erde (1937) nominiert. Weitere bekannte Filme, an denen er als Editor mitarbeitete, waren Die fremde Mutter (1930), Freaks (1932), Hide-Out (1934) und Love Happy (1949).
Ende der 1930er Jahre begann er dann selbst als Regisseur von zumeist Kurzfilmen zu arbeiten und inszenierte 1938 mit Passing Parade seinen Debütfilm. Zu den über 20 von ihm inszenierten Filmen gehören unter anderem That Inferior Feeling (1940) und Mr. Blabbermouth! (1942). Letzterer war bei der Oscarverleihung 1943 für den Oscar für den besten Dokumentarfilm nominiert.